# Audruicq
 Audruicq  es una población y comuna francesa, situada en la región de Norte-Paso de Calais, departamento de Paso de Calais, en el distrito de Saint-Omer y cantón de Audruicq.

## Demografía
| 3388 | 3606 | 3616 | 4078 | 4586 | 4555 |
| Para los censos de 1962 a 1999 la población legal corresponde a la población sin duplicidades (Fuente: INSEE [Consultar]) |      |      |      |      |      |